# Piet Spel
Pieter "Piet" Spel (Amsterdam, 18 april 1924 – 9 maart 2007) was een Nederlands voetballer.
De rechtsback Spel speelde bij AFC DWS. Hij was na Bertus Caldenhove en Guus Dräger de derde speler van DWS die international werd. Hij speelde op 14 maart 1948 zijn enige interland voor het Nederlands elftal in een uitwedstrijd tegen België. Deze wedstrijd eindigde in 1-1. Spel speelde een redelijke eerste helft, maar werd in de tweede helft afgetroefd door zijn directe tegenstander René Thirifays.
Spel bleef tot 1956 voor DWS spelen en maakte nog twee jaar betaald voetbal mee. Hij overleed in 2007 op 82-jarige leeftijd.